# Papenburg
Papenburg o en baix alemany Papenborg és una ciutat independent al districte d'Emsland a l'estat federat de la Baixa Saxònia a Alemanya, regat per riu Ems prop de la frontera neerlandesa. El 2019 tenia 37.579 habitants. El municipi actual és el resultat de la fusió l'1 de gener de 1973 de Papenburg amb Aschendorf, Bokel, Herbrum, Nenndorf i Tunxdorf i petites correccions de fronteres ulteriors. El paisatge de la ciutat és caracteritzat per una xarxa de canals de més de quaranta quilòmetres, que durant molt de temps van vertebrar el transport de mercaderies.
El primer esment escrit Papenborch data del 1458 en un diploma al qual el bisbe Joan de Münster (1429-1475) va infeudar el borg a un cert Hayo von Haren. El nom és compost de pape que significa clerge secular i burg, en baix alemany borg, (castell) molt probablement en referència al castell de mota i pati que els bisbes de Münster hi van construir des del 1252 quan van comprar el terra de la vídua d'Otó de Ravensburg. Aquest burg servia de residència per als bisbes quan visitaven la Frísia Oriental i va esdevenir el bressol de la futura ciutat.
El 1661, el llogaret comptava amb només una quinzena de cases de gent que treballaven a les torberes. La construcció dels canals per desguassar-les i facilitar-ne l'explotació econòmica va començar el 1631. El 1633 l'obra es va interrompre per la Guerra dels Trenta Anys i es va acabar el 1639. El primer canal connectava l'assentament dels torberers amb l'Ems. L'assecament va crear terres de conreu noves i atreure nous colons. El 1656 el poble va esdevenir una senyoria. Els senyors de la casa Von Velen, van menar unes campanyes per atreure nous habitants als quals van prometre terres a condicions de lloguer molt atractives. La guerra i la pesta (1666) van alentir aquest projecte. El 1662 es va construir el primer molí de vent i de 1674 a 1677 es va construir la primera església. Vers 1700 tenia menys de cinc cents habitants i el 1800 ja eren 2500.
Al marge dels canals, a poc a poc es van crear nombroses drassanes on es van construir barques de sirgar de fusta. Aquesta activitat va decaure quan es va començar a construir barques d'acer cada vegada més grans. Una drassana, la Meyer Werft creada el 1795, va sobreviure i adaptar-se i és fins avui una de les empreses més conegudes de la regió. Va rebre els drets de ciutat el 1860.